# Ministerio de la Construcción
El Ministerio de la Construcción de la República de Cuba, conocido por el acrónimo MICONS, es el Ministerio de Obras Públicas de Cuba.

## Historia
El Ministerio de la Construcción (MICONS) fue creado el 23 de mayo de 1963, en sustitución del anterior Ministerio de Obras Públicas. El ministerio no existió entre 1972 y 1976, como parte de un experimento de descentralización.

## Ministros
- Manuel Ray Rivero (1959) - Ministro de Obras Públicas.
- Osmany Cienfuegos Gorriarán (1959-1966) - Durante su cargo, el ministerio cambió al nombre actual en 1963.
- Ramón Darias Rodes (1966-1969)
- Juan Almeida Bosque (1969-1970)- Interino
- Ramón Darias Rodes (1970-1972)

- Entre 1972 y 1976, las funciones del MICONS fueron descentralizadas y repartidas entre diversos organismos.

- José López Moreno (diciembre 1976-1986) - Designado Presidente de Junta Central de Planificación (JUCEPLAN).
- Raúl Cabrera (1986-1987)
- Homero Crabb Valdés (1987-1995)
- Juan Mario Junco del Pino (1995-2002)
- Fidel Fernando Figueroa de la Paz (2002-2010)
- René Mesa Villafaña (2010-en el cargo)